# Campeonato da Europa de Atletismo de 2010 - Revezamento 4x400 m masculino
A prova dos 4 x 400 metros estafetas masculino do Campeonato da Europa de Atletismo de 2010 foi disputada entre os dias 31 e 1 de agosto de 2010 no Lluís Companys em Barcelona,  na Espanha. 

## Recordes
Antes desta competição, os recordes mundiais e do campeonato nesta prova eram os seguintes:
|                       | Nome                                                          | Nacionalidade  | Tempo   | Local     | Data                  |
| --------------------- | ------------------------------------------------------------- | -------------- | ------- | --------- | --------------------- |
| Recorde mundial       | (Andrew Valmon, Quincy Watts Butch Reynolds, Michael Johnson) | Estados Unidos | 2m54s29 | Estugarda | 22 de agosto de 1993  |
| Recorde do campeonato | (Paul Sanders, Kriss Akabusi John Regis, Roger Black)         | Estados Unidos | 2m58s22 | Split     | 1 de setembro de 1990 |
| Recorde europeu       | (Iwan Thomas, Jamie Baulch Mark Richardson, Roger Black)      | Reino Unido    | 2m56s60 | Atlanta   | 3 de agosto de 1996   |

## Medalhistas
| Ouro                                                                         | Prata                                                                          | Bronze                                                                             |
| Rússia · Maksim Dyldin · Alexey Aksenov · Vladimir Krasnov · Pavel Trenikhin | Reino Unido · Conrad Williams · Michael Bingham · Martyn Rooney · Robert Tobin | Bélgica · Arnaud Destatte · Kevin Borlée · Cédric Van Branteghem · Jonathan Borlée |

## Cronograma
Todos os horários são locais (UTC+2).
| Data        | Hora  | Evento  |
| ----------- | ----- | ------- |
| 31 de julho | 11:20 | Bateria |
| 1 de agosto | 21:55 | Final   |

## Resultados

### Bateria
Qualificação: 3 atletas de cada bateria (Q) mais os 2 melhores qualificados (q).
Bateria 1
| Posição | Raia | Nacionalidade | Atletas                                                               | Reação | Tempo   | Notas |
| ------- | ---- | ------------- | --------------------------------------------------------------------- | ------ | ------- | ----- |
| 1       | 2    | Reino Unido   | Conrad Williams Graham Hedman Richard Buck Robert Tobin               | 0.247  | 3:04.09 | Q     |
| 2       | 1    | Polónia       | Marcin Marciniszyn Daniel Dąbrowski Piotr Klimczak Jan Ciepiela       | 0.234  | 3:04.51 | Q     |
| 3       | 8    | Países Baixos | Joeri Moerman Youssef El Rhalfioui Dennis Spillekom Robert Lathouwers | 0.205  | 3:04.52 | Q     |
| 4       | 5    | França        | Yannick Fonsat Mamoudou Hanne Mame-Ibra Anne Yoan Décimus             | 0.189  | 3:05.32 | q     |
| 5       | 4    | Ucrânia       | Maksym Nakonechnyy Myhaylo Knysh Volodymyr Burakov Dmytro Ostrovskyy  | 0.314  | 3:05.51 |       |
| 6       | 6    | Irlanda       | Gordon Kennedy Brian Murphy Brian Gregan Steven Colvert               | 0.230  | 3:07.21 |       |
| 7       | 3    | Espanha       | Marc Orozco Mark Ujakpor Santiago Ezquerro Antonio Manuel Reina       | 0.199  | 3:07.38 |       |
| 8       | 7    | Roménia       | Adrian Dragan Iulian Geambazu Attila Nagy Catalin Cîmpeanu            | 0.355  | 3:09.48 |       |

Bateria 2
| Posição | Raia | Nacionalidade | Atletas                                                                          | Reação | Tempo   | Notas |
| ------- | ---- | ------------- | -------------------------------------------------------------------------------- | ------ | ------- | ----- |
| 1       | 2    | Bélgica       | Antoine Gillet Cédric Van Branteghem Nils Duerinck Kevin Borlée                  | 0.238  | 3:03.49 | Q     |
| 2       | 6    | Alemanha      | Kamghe Gaba Bastian Swillims Jonas Plass Thomas Schneider                        | 0.168  | 3:03.83 | Q     |
| 3       | 1    | Rússia        | Maksim Dyldin Aleksey Aksyonov, Sergey Petukhov Pavel Trenikhin                  | 0.199  | 3:04.20 | Q     |
| 4       | 3    | Itália        | Claudio Licciardello Luca Galletti Domenico Fontana Marco Vistalli               | 0.246  | 3:04.55 | q     |
| 5       | 5    | Grécia        | Pétros Kiriakídis Dimítrios Grávalos Padeleímon Melahrinoúdis Sotírios Iakovákis | 0.250  | 3:07.12 |       |
| 6       | 4    | Hungria       | Máté Lukács Gábor Pásztor Zoltán Kovács Marcell Deák-Nagy                        | 0.231  | 3:08.32 |       |
| 7       | 7    | Eslovênia     | Uros Jovanovic Sebastjan Jagarinec Marko Macuh Erik Voncina                      | 0.174  | 3:08.95 |       |
| 8       | 8    | Dinamarca     | Jacob Fabricius Riis Andreas Hjartbro Bube Daniel B. Christensen Nicklas Hyde    | 0.190  | 3:09.04 |       |

### Final
| Posição           | Raia | Nacionalidade | Atletas                                                               | Reação | Tempo   | Notas |
| ----------------- | ---- | ------------- | --------------------------------------------------------------------- | ------ | ------- | ----- |
| Medalha de ouro   | 7    | Rússia        | Maksim Dyldin Aleksey Aksyonov Pavel Trenikhin Vladimir Krasnov       | 0.210  | 2:59.64 |       |
| Medalha de prata  | 3    | Reino Unido   | Conrad Williams Michael Bingham Robert Tobin Martyn Rooney            | 0.242  | 2:59.75 |       |
| Medalha de bronze | 4    | Bélgica       | Arnaud Destatte Kevin Borlée Cédric Van Branteghem Jonathan Borlée    | 0.178  | 3:00.10 |       |
| 4                 | 5    | Alemanha      | Kamghe Gaba Bastian Swillims Eric Krüger Thomas Schneider             | 0.192  | 3:00.15 |       |
| 5                 | 6    | Polónia       | Marcin Marciniszyn Daniel Dąbrowski Piotr Klimczak Kacper Kozłowski   | 0.273  | 3:03.42 |       |
| 6                 | 1    | França        | Leslie Djhone Yannick Fonsat Mame-Ibra Anne Teddy Venel               | 0.173  | 3:03.85 |       |
| 7                 | 8    | Países Baixos | Joeri Moerman Youssef El Rhalfioui Dennis Spillekom Robert Lathouwers | 0.184  | 3:04.13 |       |
| 8                 | 2    | Itália        | Marco Vistalli Luca Galletti Claudio Licciardello Andrea Barberi      | 0.204  | 3:04.20 |       |

Legenda
| Recorde mundial       | Recorde mundial (World record)               |                       | Recorde africano                      | Recorde africano (African) |                                           | Q | Classificado por posição (Qualified) |
| Recorde do campeonato | Recorde do campeonato (Championship record)  | Recorde da América    | Recorde da América (Americas)         | q                          | Classificado por melhor tempo (Qualified) |   |                                      |
| Melhor marca do ano   | Melhor marca do ano (World leading)          | Recorde asiático      | Recorde asiático (Asian)              | DNS                        | Não largou (Did not start)                |   |                                      |
| Recorde nacional      | Recorde nacional (National record)           | Recorde europeu       | Recorde europeu (European)            | DNF                        | Não terminou (Did not finish)             |   |                                      |
| Recorde pessoal       | Recorde pessoal do atleta (Personal best)    | Recorde da Oceania    | Recorde da Oceania (Oceania)          | DSQ / DQ                   | Desclassificado (Disqualified)            |   |                                      |
| Recorde da temporada  | Recorde da temporada do atleta (Season best) | Recorde sul-americano | Recorde sul-americano (South America) | NM                         | Sem marca (No mark)                       |   |                                      |